# Zagradec pri Grosupljem
Zagradec pri Grosupljem este o localitate din comuna Grosuplje, Slovenia, cu o populație de 200 de locuitori.